# Кон Сергій Володимирович
Сергі́й Володи́мирович Кон (1986, Київ) — український артист балету, постановник балетних вистав, лауреат Премії імені А. Ф. Шекери у галузі хореографічного мистецтва (2018).

## Життєпис
Народився 1986 року в Києві.
2008 — закінчив Київський національний університет культури і мистецтв за спеціальністю балетмейстер-хореограф, артист балету.
2005—2015 — соліст трупи «Київ Модерн-Балет».
Був хореографом шостого сезону проекту каналу СТБ «Танцюють всі!» (2013).
Від 2015 — асистент балетмейстера Київського муніципального академічного театру опери і балету для дітей та юнацтва.
Автор лібрето і хореограф-постановник сучасного двоактного балету «Долі» на музику Юлії Гомельської, прем'єра якого відбулась в Одеському національному академічному театрі опери та балету і отримала схвальні відгуки. 2018 року за цю виставу був удостоєний престижної Премії імені А. Ф. Шекери у галузі хореографічного мистецтва.

## Партії в балетах
- «Кармен.TV» (Ж. Бізе)
- «Палата № 6» (А. Пярт)
- «Лебедине озеро. Сучасна версія» (П. Чайковський)
- «Перехрестя» (М. Скорик)

## Постановки
- «Розумниця» К. Орфа (2013)
- «Лялька. Нова історія Коппелії» Л. Деліба (2015)
- «Богема» Дж. Пуччіні (2017)
- «Долі» Ю. Гомельської (2018)

## Визнання як хореографа-постановника
- 2011 — лауреат VII Міжнародного конкурсу балету імені Сержа Лифаря (Донецьк) — 1 премія
- 2011 — лауреат V Міжнародного конкурсу хореографічного мистецтва імені Сергія Дягілева (Лодзь) — 1 премія
- 2012 — лауреат XXV Міжнародного конкурсу сучасної хореографії «IFMC» (Вітебськ) — 2 премія
- 2016 — володар премії «Київська пектораль-2016» у номінації «Найкращий режисерський дебют» за постановку балету «Лялька. Нова історія Коппелії», Київський муніципальний академічний театр опери та балету для дітей та юнацтва
- 2018 — лауреат Премії імені А. Ф. Шекери у галузі хореографічного мистецтва